# ریموند ویتیندیل
ریموند ویتیندیل (انگلیسی: Raymond Whittindale; ۱ ژانویهٔ ۱۸۸۳ – ۹ آوریل ۱۹۱۵) بازیکن راگبی ۱۵ نفره اهل بریتانیا بود.